# شينري شيورا
شينري شيورا (مواليد 26 نوفمبر 1991) هو سبّاح ياباني، مثّل بلاده في الألعاب الأولمبية الصيفية 2016.

## روابط خارجية
شينري شيورا على موقع الاتحاد الدولي للسباحة (الإنجليزية)
- شينري شيورا على موقع SwimRankings.net (الإنجليزية)
- شينري شيورا على موقع اللجنة الأولمبية الدولية (الإنجليزية)
- شينري شيورا على موقع أوليمبيديا (الإنجليزية)